# Robert E. Burke

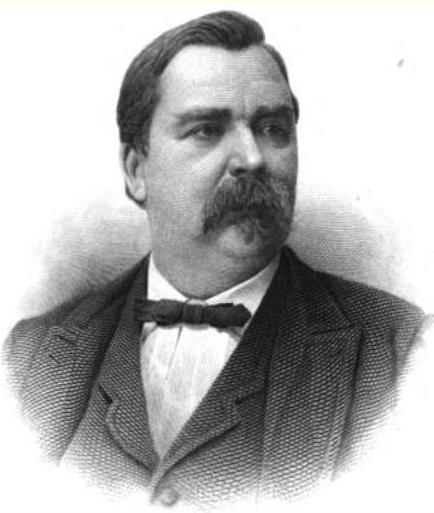
Robert E. Burke

Robert Emmett Burke (* 1. August 1847 bei Dadeville, Alabama; † 5. Juni 1901 in Dallas, Texas) war ein US-amerikanischer Politiker. Zwischen 1897 und 1901 vertrat er den Bundesstaat Texas im US-Repräsentantenhaus.

## Werdegang
Robert Burke besuchte die öffentlichen Schulen seiner Heimat. Im Alter von 16 Jahren wurde er im Jahr 1863 während des Bürgerkrieges Soldat im Heer der Konföderation. Dabei diente er in einer Kavallerieeinheit aus Georgia. Im Jahr 1866 zog er nach Jefferson in Texas. Nach einem Jurastudium und seiner 1870 erfolgten Zulassung als Rechtsanwalt begann er in Dallas in diesem Beruf zu arbeiten. Von 1878 bis 1888 war er Richter im Dallas County. Danach übte er dieses Amt bis 1896 im 14. Gerichtsbezirk von Texas aus.
Ferner begann Burke als Mitglied der Demokratischen Partei eine politische Laufbahn. Bei den Kongresswahlen des Jahres 1896 wurde er im sechsten Wahlbezirk von Texas in das US-Repräsentantenhaus in Washington, D.C. gewählt, wo er am 4. März 1897 die Nachfolge von Joseph Abbott antrat. Nach zwei Wiederwahlen konnte er bis zu seinem Tod am 5. Juni 1901 im Kongress verbleiben. In diese Zeit fiel der Spanisch-Amerikanische Krieg von 1898. Nach einer Sonderwahl fiel Burkes Mandat an Dudley G. Wooten.